# Татранські озера

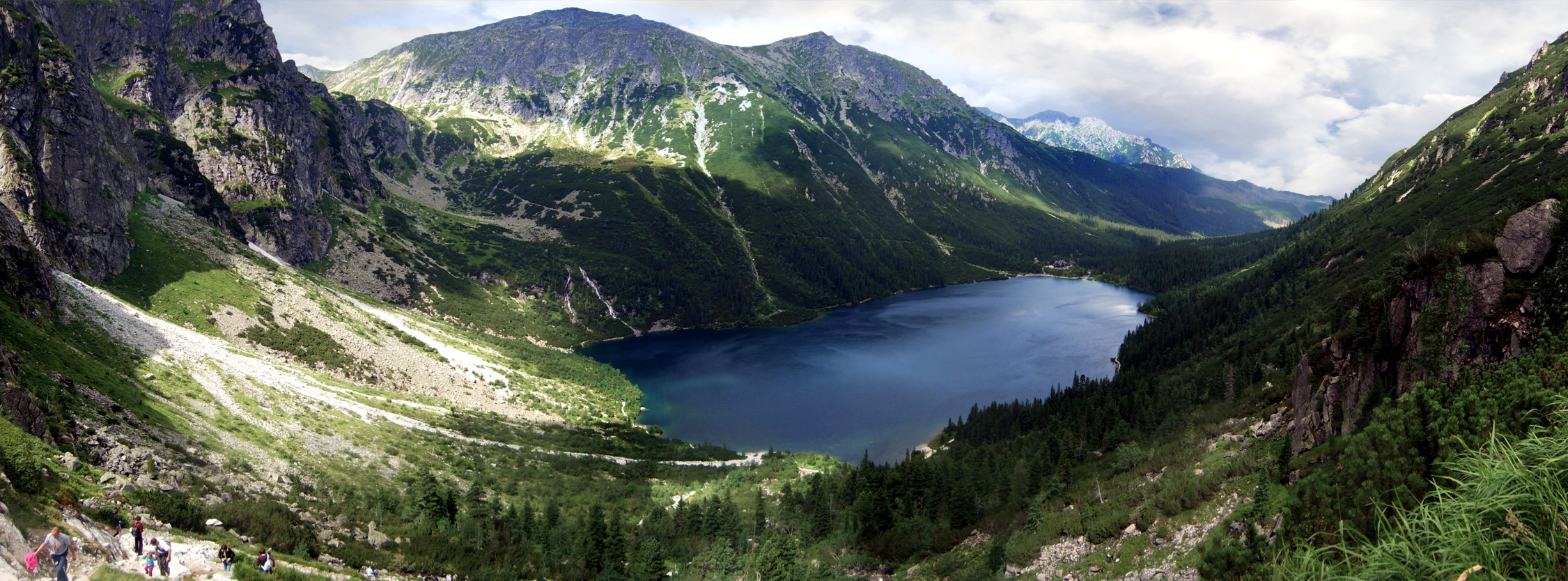
Морське Око — найбільше та найвідоміше озеро у Татрах

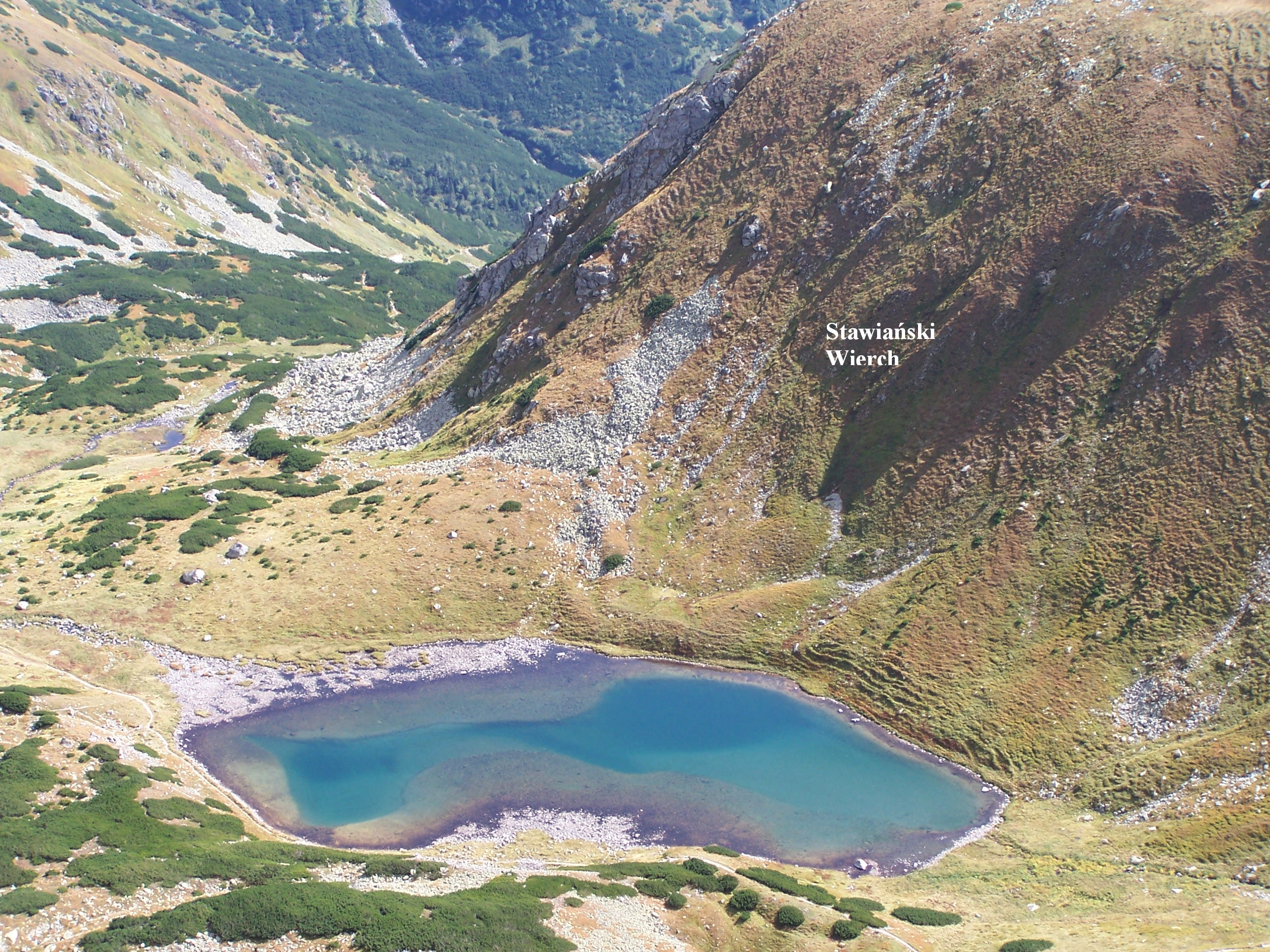
Різні відтінки води в Niżni Jamnicki Staw

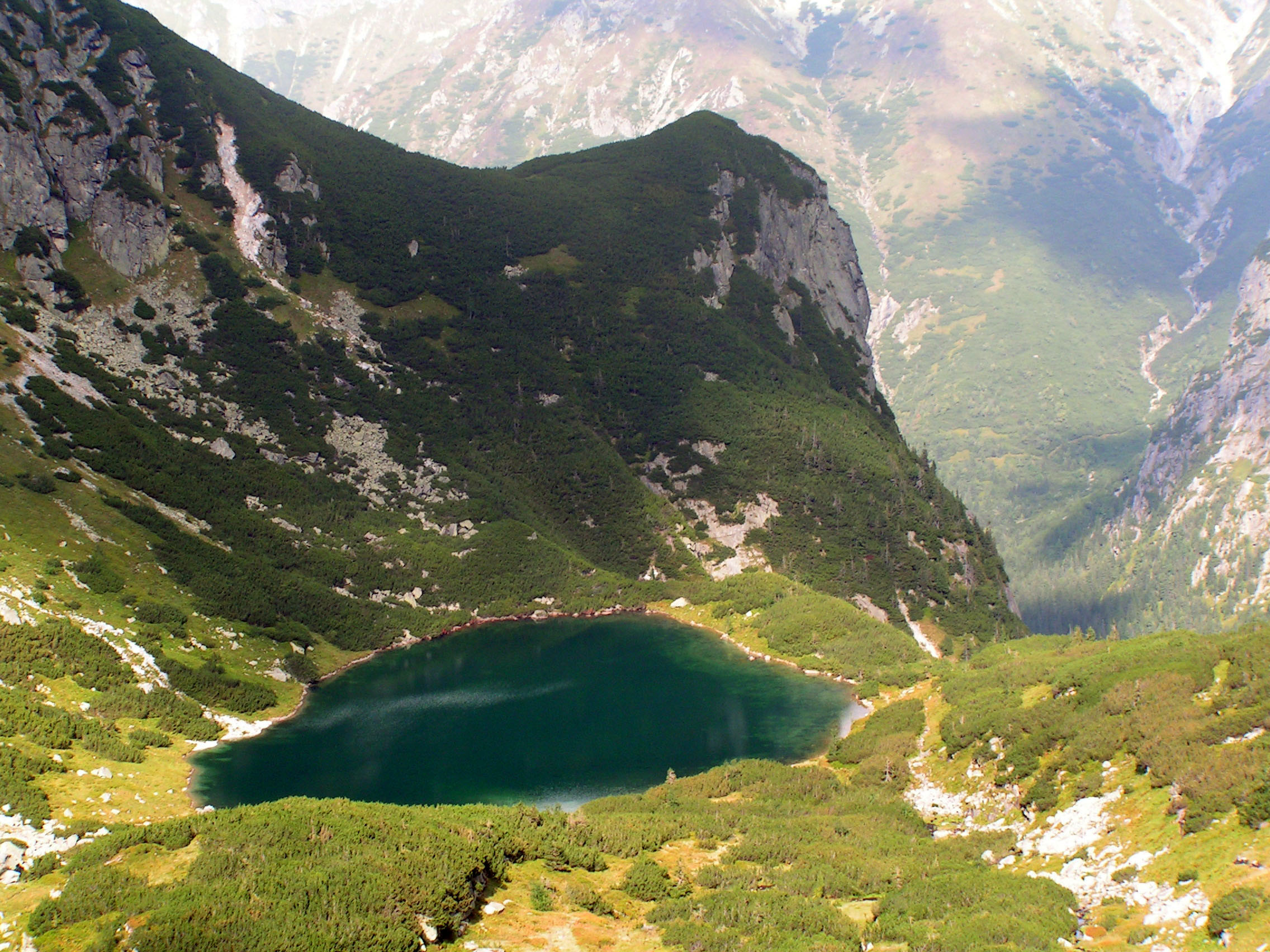
Ciężki Staw

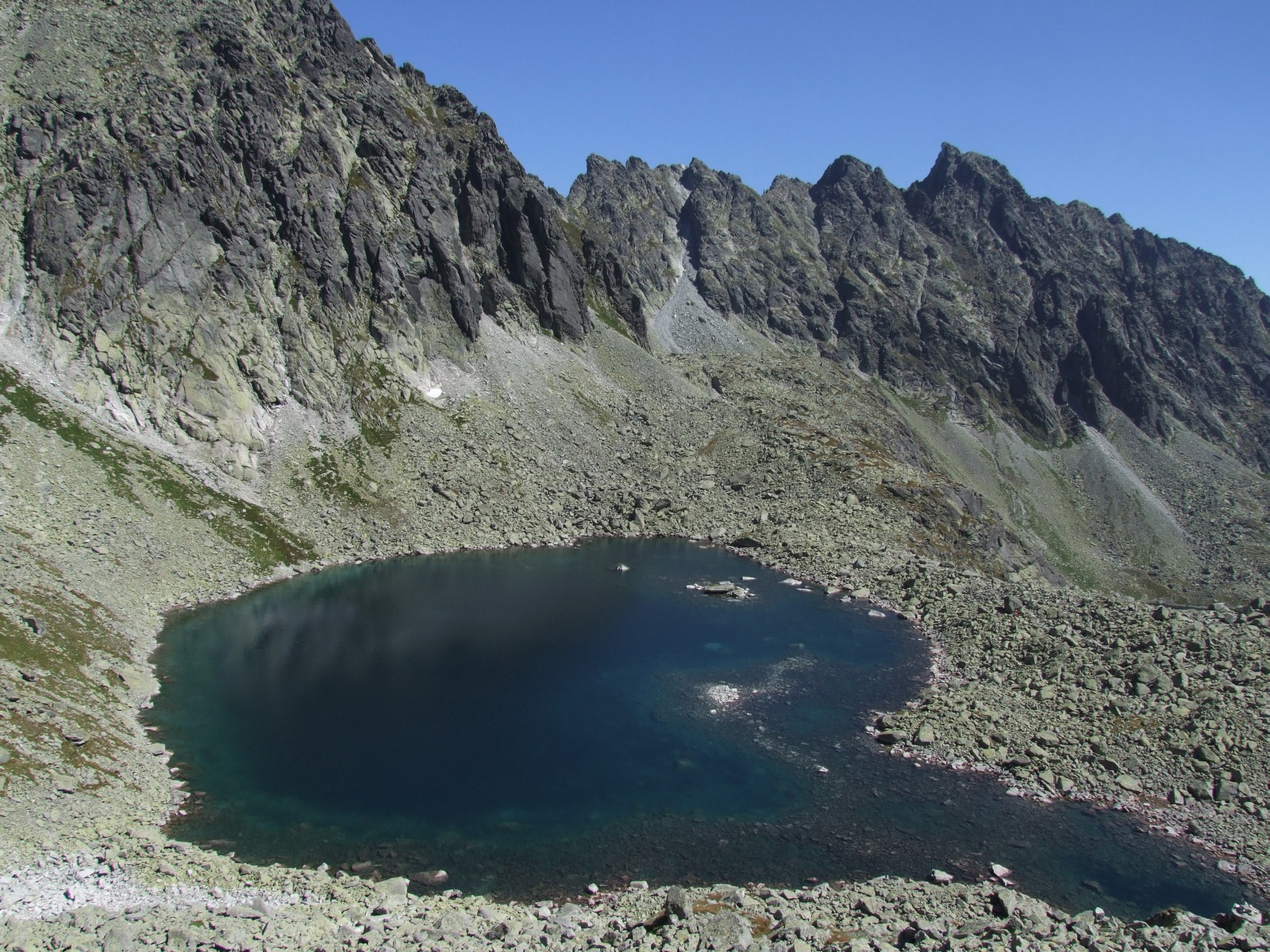
Capi Staw

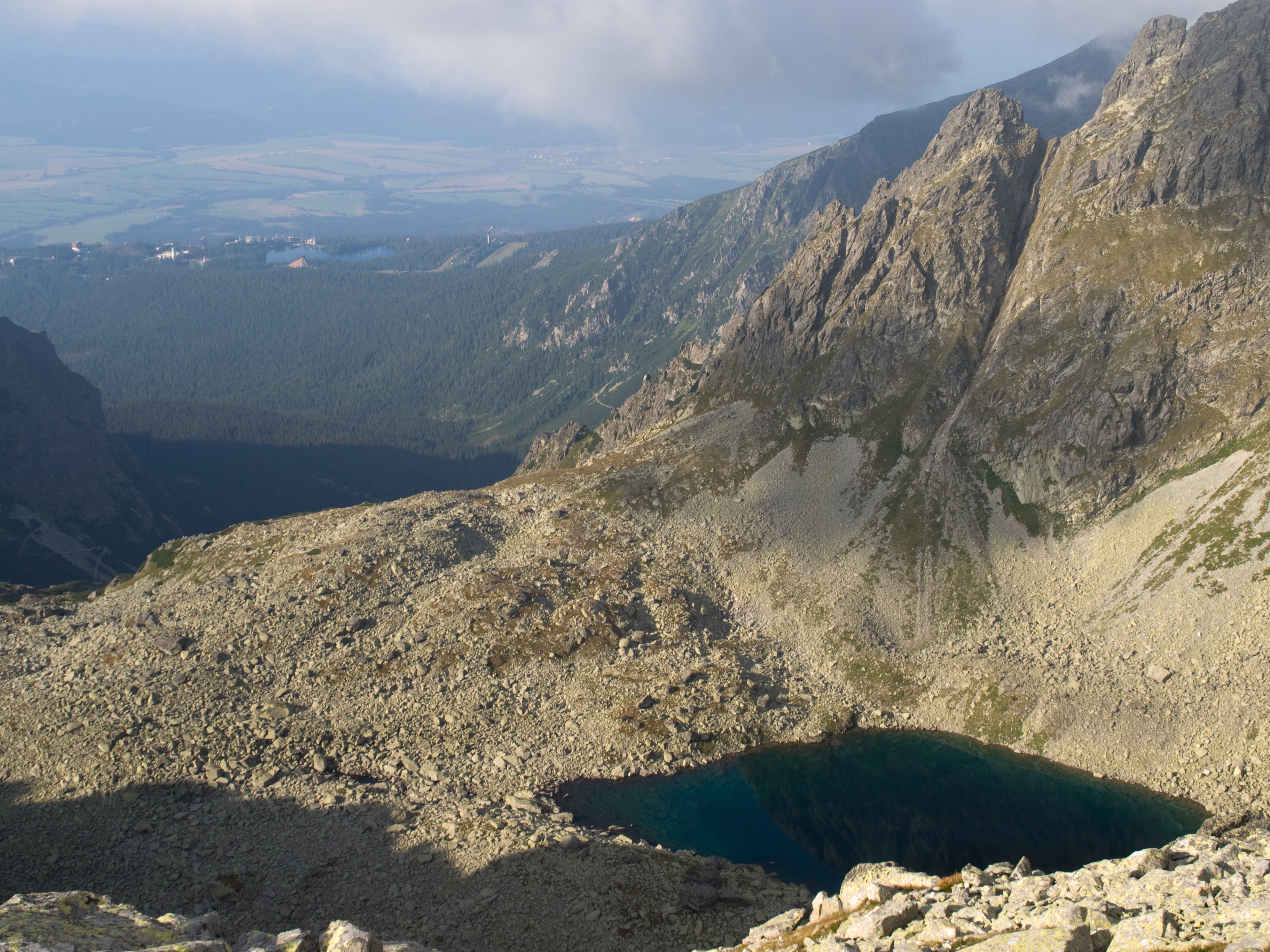
Smoczy Staw

Татра́нські озе́ра — група біля двохсот (не рахуючи дрібних та сезонних) озер у Татрах. З цієї кількості біля сорока озер знаходяться у польських Татрах, решта на словацькій стороні. У народі у Польщі ці озера традиційно називаютсься «ставами», так само стали називати ці озера у писемності та наукових працях, у Словаччині їх називають «плесами».

## Походження
Більшість ставів розташовані вище 1600 м (наприклад Скелясте плесо), переважно у Високих Татрах, що пояснюється їхнім походженням. В основному вони мають післяльодовикове походження, а у Високих Татрах льодовики змінили рельєф значно більше, ніж у Західних Татрах. Здебільшого це карстові озера, що заповнюють льодовикові котли, наприклад Czarny Staw pod Rysami або Kolisty Staw. Моренні озера зазвичай менші й мілкіші. Вони утворилися в западинах, перекритих бічними моренами (Smreczyński Staw) або кінцевою мореною (Toporowy Staw Niżni). Морське Око (Morskie Oko) та Czarny Staw Gąsienicowy є карово-моренними озерами, розташованими в глибоких льодовикових долинах, закритих скелястими кріпленнями, на яких розташовані кінцеві моренні вали. Є також талі озера, що заповнюють улоговини так звані мертві брили льоду. Прикладом є велике Штрбське плесо (Szczyrbskie Jezioro) або маленький Kotlinowy Stawek. Менші стави, такі як Dwoisty Staw Gąsienicowy або Anusine Oczko заповнюють западини між купами валунів і осипів, і їх генезис часто змішаний. Pośrednie Stawy Rohackie, Wyżnie Mnichowe Stawki та Zmarzłe Oka заповнюють западини міжмутонних каналів, прорізаних льодовиком.
Малих водойм різного походження небагато. Це карстові озера, що заповнюють карстові воронки (Cichy Staw, Mokra Jama), стави розливові (наприклад Rybie Stawki в продовженнях Rybiego Potoku) та в пониженнях грядових канав (наприклад, ставки на перевалі Касне). Є також кілька антропогенних (рукотворних) озер. Ця група включає наприклад Nowe Szczyrbskie Jezioro, Nowe Morskie Oko біля Палениці Бялчанської або водосховища на Бистрі (біля Носаля та Кузніце) .

## Поділ озер
Юзеф Шафлярський виділив сім груп місцевих озер  :
- великі передгірні водойми (до 1400 м над рівнем моря), поверхня яких не менше 6 місяців на рік вільна від льоду; мають малу прозорість
- неглибокі стави та болота (1400—1450 м над рівнем моря), що характеризуються високими коливаннями температури влітку (4–22 °C)
- мілководні водойми на висоті 1450—1700 м над рівнем моря, з досить великими коливаннями температури (4–17 °C)
- глибокі озера на висоті 1500—1800 м над рівнем моря, поверхня яких вільна від льоду протягом 3-5 місяців, а температура влітку 8-14 °C
- мілководні водойми на висоті 1700—1900 м над рівнем моря з літньою температурою 8–14 °C
- високо розташовані і холодні озера (1800—2000 м над рівнем моря), поверхня яких вільна від льоду менше 3 місяців і температура влітку нижче 8 °C
- замерзлі водойми, розташовані на висоті 2050—2180 м над рівнем моря, з літньою температурою не вище 5 °C і поверхня рідко вільна від льоду, в окремі роки вони вкриті льодом цілий рік.

## Властивості
Татранські озера живляться на поверхні дощовою та талою водою, струмками, а також підземними джерелами. Рівень води в ставках в основному досить рівномірний, рівень ґрунтових вод коливається в межах кількох десятків сантиметрів. Найвищий рівень буває під час весняних відлиг, найменший — восени та взимку. Рівень води у ставках також підвищується після сильних опадів (зазвичай із запізненням на одну добу). З деяких ставків витікають струмки: з Czarny Staw Gąsienicowy тече наприклад Czarny Potok, з Małe Żabie Staw Mięguszowiecki і Żabi Potok . Деякі стави, наприклад Siwe Stawki або Niżni Staw Bystry — сезонні озера, які часто пересихають у літні місяці .

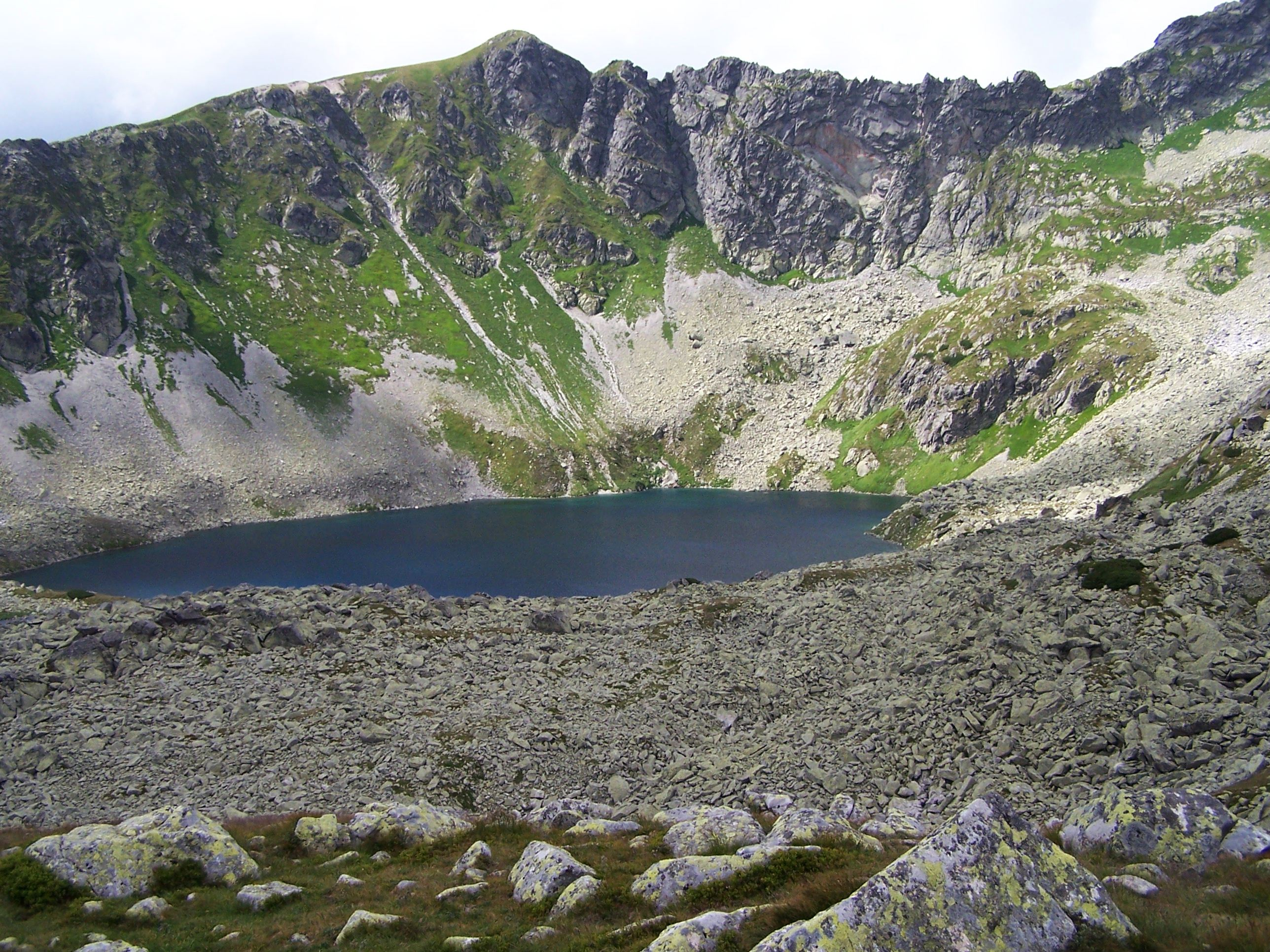
Zadni Staw Polski

Більшість татранських озер дуже прозорі. Найвища прозорість (вимірюється видимістю зануреного в них білого диска) спостерігається у високо розташованих циркових озерах . Рекордно висока прозорість зафіксована у Вельке Гінцово плесо (Wielki Hińczowy Staw) (19 м), у Czarny Staw pod Rysami вона становить 16,5–17,5 м, а в Морське Око (Morskie Oko) 12 м. Така висока прозорість пов'язана з дуже бідним органічним життям в цих озерах, відсутністю планктону, а також мінімальною кількістю зважених речовин. Літораль зовсім відсутня або розвинена слабо. Донні відкладення високомінералізовані і бідні на органічні сполуки, особливо на сполуки азоту. Це теж одна з причин кількісної бідності планктону в цих озерах. Вода в них холодна і насичена киснем. Ці озера класифікуються як надзвичайно оліготрофні. Набагато менш прозорими є моренні стави, розташовані нижче і характеризуються більш багатим органічним життям, як наприклад Smreczyński Staw чи Toporowe Stawy (2 м). Високо розташовані, глибокі та безплідні озера Татр, які видно здалеку, мають сапфіровий колір. Трохи нижче Morskie Oko блакитне зі смарагдовим відтінком, а Smreczyński Staw коричневе. Однак такі кольори спостерігаються лише в мілководних шарах води, в глибокому озері вода здається чорною, тому що через поглинання і розсіювання світло не досягає великих глибин. Спостерігаючи за озером зверху, ми бачимо різні відтінки, залежно від глибини дна. Своїм кольором Czerwony Staw Pańszczycki завдячує синюсі золотистій (Pleurocapsa aurantica), яка забарвлює каміння, що лежить на дні водойми, в коричнево-червоний колір  .
Вимірювання температури в ставках показує існування добре відокремлених шарів води з різким перепадом температури, так званий термоклін . Умови життя гідробіонтів істотно залежать від розташування відносно термокліну. Утворення термоклінів пов'язане з великою глибиною озер і високими стінами гір, які забезпечують захист від вітру, що викликає хвилі. Вимірювання, проведене 2 серпня 1937 року в Morskie Oko, показало, що верхній шар води, добре перемішаний хвилями, мав товщину лише 3 м і мав температуру 12,1°С. °C. До глибини 10 м температура впала майже на 1 °C/м, від 10 до 20 м значно менше (прибл. 0,25 °C/м). Нижче 20 м, до самого дна, температура була вже постійною (близько 4 °C). Температура поверхневої води влітку піддається коливанням, різним в окремих водоймах. І тому в Нижніх Став Топорових вони коливаються від 10,5 °C до 21,5 °C, у Morskie Oko з 9.4 °C до 21,5 °C, у Czarny Staw pod Rysami з 7 °C до 11,5 °C .

## Морфометричні особливості

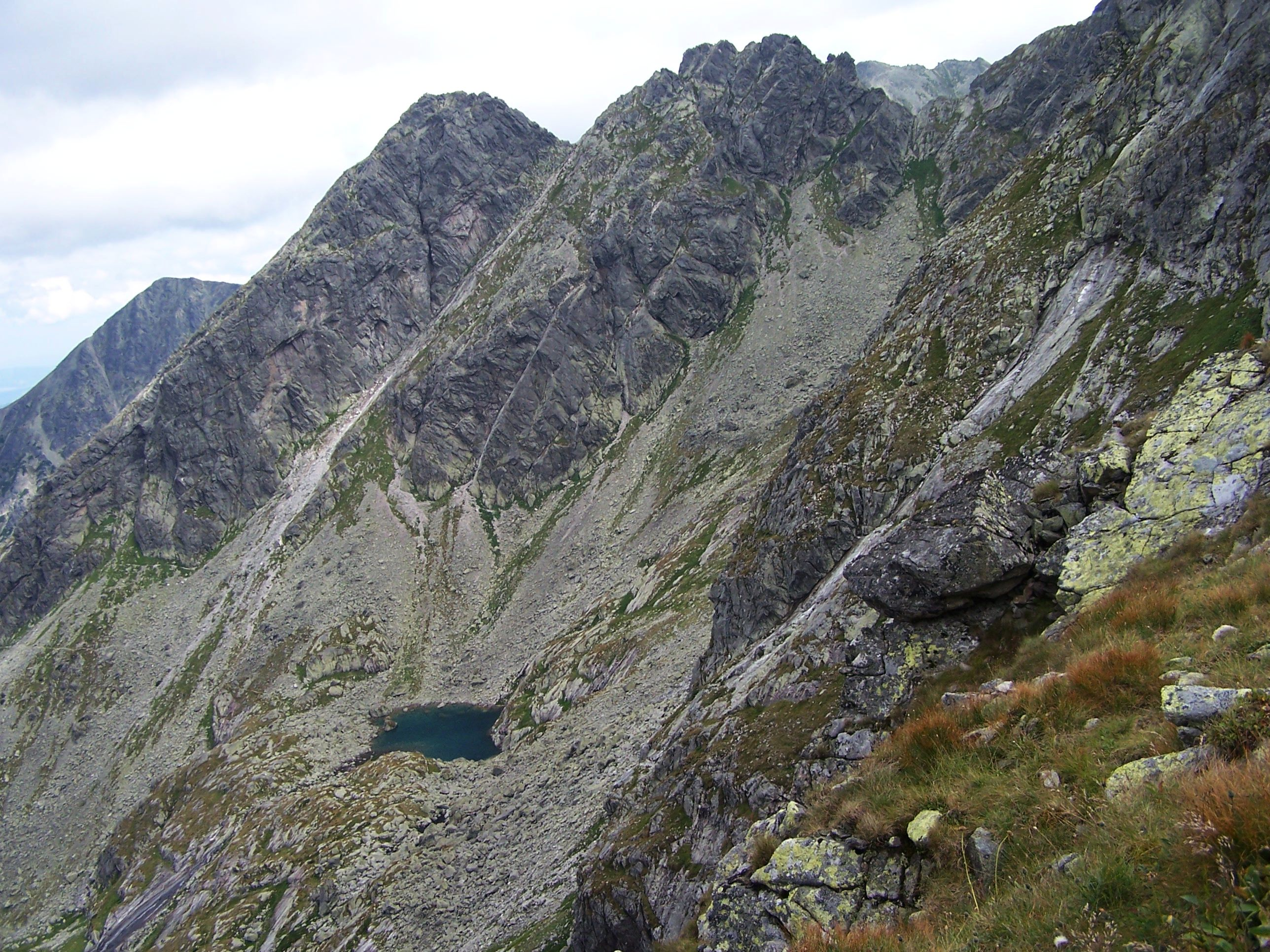
Ставок Zadni Gąsienicowy в стінах Kościelec

Серед постійних ставів найнижчим є Stawek pod Zwierzówka (983 м), найвищим — Lodowy Stawek (за різними даними 2157 або 2192 м), обидва розташовані в словацьких Татрах . На думку деяких експертів, пріоритет слід віддавати Batyżowiecke Oko — невеликим, постійним водоймам, розташованим вище 2200 м, але пропущеним на більшості карт. У польських Татрах найнижчим є Toporowy Staw Niżni (1089 м), найвищим — Zadni Mnihowy Stawek (2070 м) .
Порівняно з рівнинними озерами Польщі, площа Татранських озер невелика, а деякі з них характеризуються великою глибиною, що рідко зустрічається серед низинних озер. Найбільші за площею ставки знаходяться на польській стороні Татр — Морське Око (Morskie Oko) і Великий Став Польський (Wielki Staw Polski). Залежно від вимірювання те чи інше з цих озер має перевагу в площі. Третім за площею є Czarny Staw pod Rysami. Найглибшим ставом у Татрах є Wielki Staw Polski (79,3 м) і це третє за глибиною озеро в Польщі . У всіх Татрах вісім озер мають площу понад 10 га (зокрема п'ять у польських Татрах), а 49 озер мають площу понад 1 га, у тому числі 11 у польських Татрах. Найчисельнішою групою є Staroleśne Stawy (27 ставків в одній долині) .
Озера, як правило, мають округлу форму, їх берегова лінія коротка, глибші порізані затоки зустрічаються рідко. Невеликі острівці зустрічаються на небагатьох озерах. Вони були утворені масами осипів, що сповзали до озера (Zmarzły Staw pod Wysokią, Wyżni Żabi Staw Białczański) або мутонів, оточених водою (Czarny Staw Gąsienicowy, Kurtkowiec). На останньому знаходиться найвищий острів у Польщі (1689 м). Як правило, край ставків стрімкий і відразу веде на глибину. Дно великих озер зазвичай плоске (наприклад, у Wielki Staw Polski 14,4 % озер нижче 70 м) і мулисте; більші валуни зазвичай знаходяться поблизу скель  . Рельєф, розмір і глибина озер постійно змінюються, оскільки ці водойми заповнені осипами, що сповзають по крутих схилах, і відкладеннями води, що стікає в них. Деякі ставки вже зовсім зникли, наприклад Lejkowy Staw. Сучасна Wielka Polana Małołącka колись була великим озером, яке з часом було поховане кам'яними уламками, піднятими з навколишніх схилів. Нижні ставки зменшуються в розмірах за рахунок прогресування торфу .

## Найбільші татранські озера
| Назва озера                         | Висота (м над рівнем моря)) | Площа (га) | Максимальна глибина (м) | Об'єм (м³) |
| ----------------------------------- | --------------------------- | ---------- | ----------------------- | ---------- |
| Морське Око                         | 1392,8                      | 34,54      | 50.8                    | 9 935 000  |
| Великий Став Польський              | 1664,6                      | 34.14      | 79.3                    | 12 967 000 |
| пол. Czarny Staw pod Rysami         | 1579,5                      | 20.54      | 76.4                    | 7 761 700  |
| Вельке Гінцово плесо                | 1944,8                      | 20.08      | 54,0                    | 4 091 712  |
| Штрбське плесо                      | 1346,6                      | 19,67      | 20.3                    | 1 299 400  |
| пол. Czarny Staw Gąsienicowy        | 1619,6                      | 17.79      | 51,0                    | 3 797 800  |
| пол. Czarny Staw Polski             | 1722.1                      | 12.65      | 50.4                    | 2 825 800  |
| Нижнє Темносмречинське плесо        | 1677,0                      | 11,7045    | 38.1                    | 1 501 500  |
| пол. Wyżni Żabi Staw Białczański    | 1699,1                      | 9,464      | 24.8                    | 839 413    |
| пол. Przedni Staw Polski            | 1668,3                      | 7.72       | 34.6                    | 1 130 000  |
| Попрадський Став                    | 1494.3                      | 6,8695     | 17.6                    | 504 380    |
| пол. Zadni Staw Polski              | 1889,6                      | 6.46       | 31.6                    | 918 400    |
| пол. Wyżni Czarnosmreczyński ставок | 1724,8                      | 5,5625     | 20,0                    | 414 712    |
| пол. Niżni Teriański Staw           | 1940.4                      | 5,558      | 47.3                    | 871 668    |
| пол. Wyżni Wielki Furkotny Staw     | 2157,0                      | 5,1655     | 20.6                    | 392 078    |
| пол. Zielony Staw Ważecki           | 2012.5                      | 5.138      | 29.5                    | 288 685    |
| пол. Niżni Żabi Staw Białczański    | 1674,6                      | 4,684      | 20.5                    | 325 244    |
| пол. Zielony Staw Gąsienicowy       | 1671,7                      | 3,84       | 15.1                    | 260 500    |
| пол. Batyżowiecki Staw              | 1884,2                      | 3,4775     | 10.5                    | 232 089    |
| пол. Capi Staw                      | 2075,3                      | 3,0595     | 17.5                    | 163 987    |

До списку увійшли 20 найбільших за площею озер Татр. Дані базуються на вимірюваннях WIG 1934 року (польська сторона) та співробітників наукової станції TANAP, Інституту гідрології SAV та кафедри геодезії STU (Словацький Технічний Університет) у 1961—1964 роках, доповнених у наступні роки (словацька сторона). Польські вимірювання стосуються стану в день вимірювання, словацькі вимірювання — високого рівня води .

## Крижаний покрив

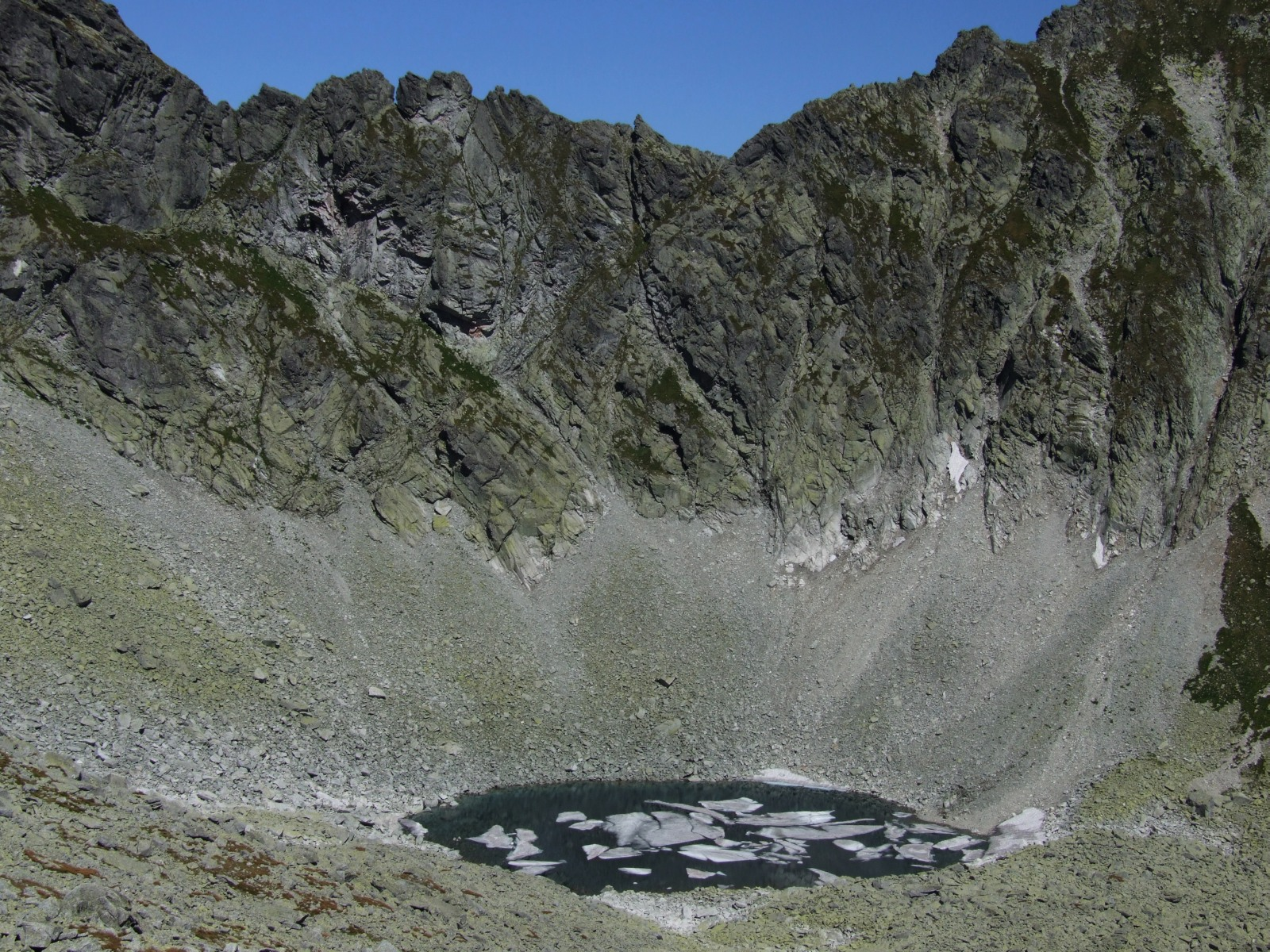
Kolisty Staw із кригою (23 серпня 2008)

Чим вище озера, тим довше вони замерзають. Найвищий, так звані заморожені стави (наприклад, Lodowy Stawek) не розморожуються взагалі або лише на короткий час. Багато що залежить також від розмірів озера, ступеня його затіненості та експозиції; на незатінених озерах, розташованих на південній стороні Татр, лід тримається коротше. Morskie Oko замерзає в листопаді, відтає в травні-липні, Zadni Staw Gąsienicowy замерзає у вересні-жовтні і відтає в червні-серпні. Сам процес танення морозива займає тривалий час, наприклад, у невеликому, але високому Zadni Staw Gąsienicowy це займає 5-9 тижнів, у значно нижчому Toporowy Staw Wyżni 2-3 тижні. Протягом усього періоду танення льоду температура води на поверхні близька до нуля. Високогірні озера також характеризуються дуже товстим льодовим покривом. В кінці зими досягає товщини від 150 до 375 см. Ця рекордна товщина (3,75 м) була зафіксована на Zadni Staw в Долині п'яти польських ставків. Товщина покриву і час обмерзання сильно змінюються від року до року. Наприклад, взимку 1950—1951 рр. Морське Око замерзало в січні і відтавало в березні .
Зимовий покрив Татранських озер має особливу структуру, подібну до покриву Альпійських озер. Верхній шар снігу сухий, під ним шар мокрого снігу та льоду, можливо кілька шарів льоду з вкрапленнями мокрого снігу. Це пояснюється тим, що товстий шар снігу після рясних опадів у Татрах своєю вагою тисне на льодовий покрив озера під водою, і вода, що просочується крізь тріщини, насичує сніг, поки не буде досягнуто рівноваги між вагою води, випхнутої над льодом і вагою снігу .

## Тваринний і рослинний світ

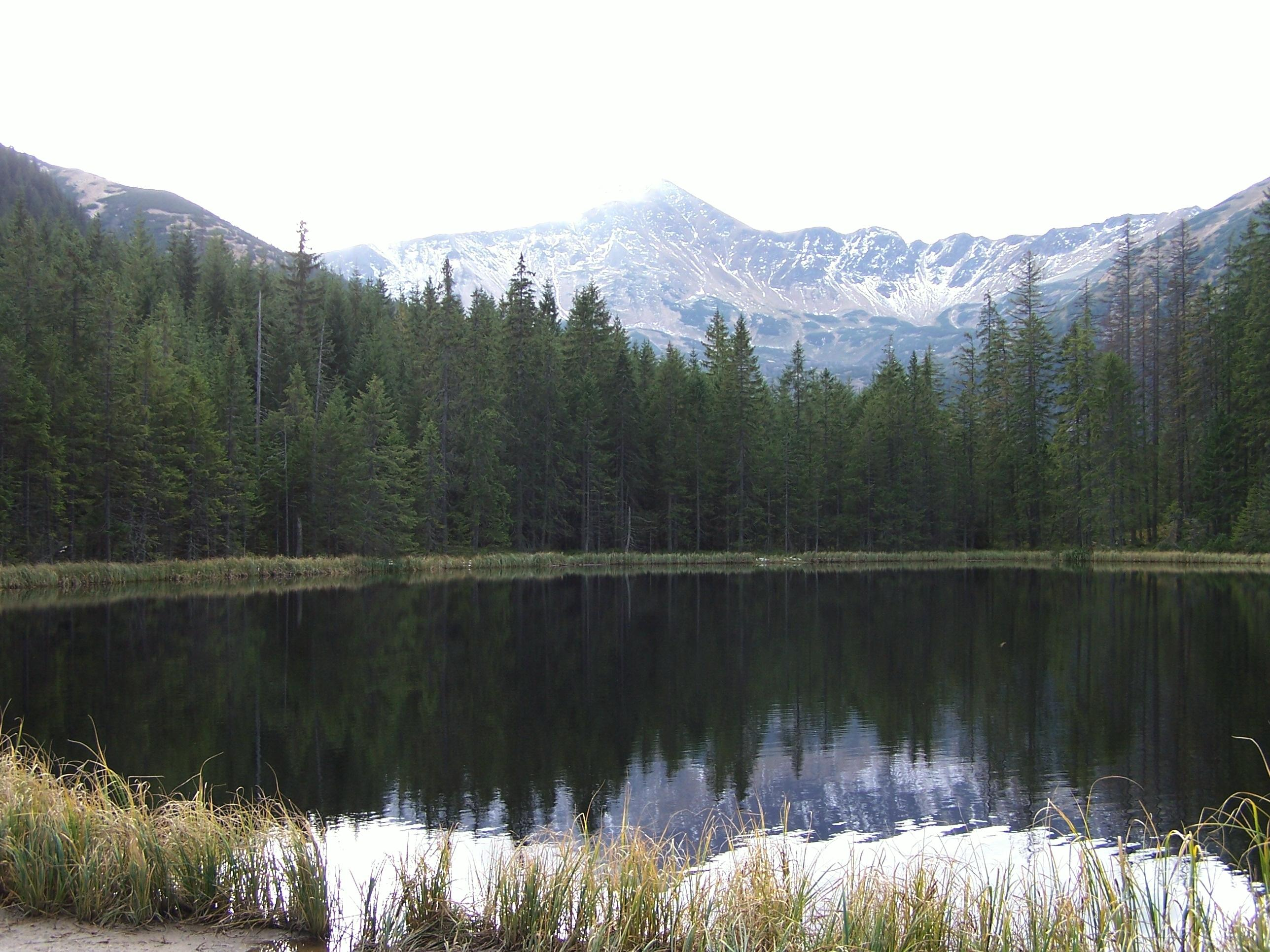
Smreczyński Staw, озеро з відносно буйним органічним життям

Прибережна рослинність зустрічається лише в низинних озерах. Найнижчі ставки та кілька високогірних озер містять багато гумінових кислот, мало мінеральних солей, є кислими і належать до групи дистрофних озер. Високо розташовані озера бідні на фауну і флору з точки зору біомаси, але мають відносно високу видову різноманітність. Численні коловертки, коловертки і найпростіші, кілька видів молюсків і ракоподібних . У низинних озерах водяться жаби і тритони. Серед видів безхребетних, які не зустрічаються в низовинах, живуть у Татрських озерах, напр. 4 види веслоногих і 16 видів рофітів (дані 1962 р.) .
Лише в кількох ставках, у тому числі в Морському Оку та Попрадзкому Ставі, була природна риба. Деякі ставки, однак, були штучно зариблені, переважно мальками струмкової форелі. Існування популяцій риб впливає на загальне біорізноманіття зоопланктону. У безрибних озерах серед зоопланктону домінує один вид фільтраторів. У Czarny Staw pod Rysami це Daphnia pulicaria, тоді як у зариблених озерах є види, які рибі важче ловити, але вони мають слабшу конкурентоспроможність, що означає, що співіснує більше видів . Тривалість популяції риб впливає на поведінку планктонних тварин. У безрибних озерах вони концентруються в евфотичній зоні, де харчуються фітопланктоном та іншими тваринами. В озерах, де риба була присутня принаймні кілька сотень років, вони здійснюють великі щоденні вертикальні міграції, тоді як в озерах, зариблених лише протягом кількох десятиліть, вони здійснюють вертикальні міграції меншого масштабу. Це свідчить про те, що під впливом планкоїдних риб зоопланктон здійснює більші вертикальні міграції, але процес їх адаптації до присутності хижих риб займає тривалий час. Протягом перших кількох десятиліть після появи риби ці міграції не досягають максимальної амплітуди.
Влітку жвавіші озера відвідують крижні; вони збираються особливо там, де, незважаючи на діючу заборону, їх годують туристи, наприклад, на Smreczyński Staw чи Rohacky Stawy.

## Історія наукових досліджень

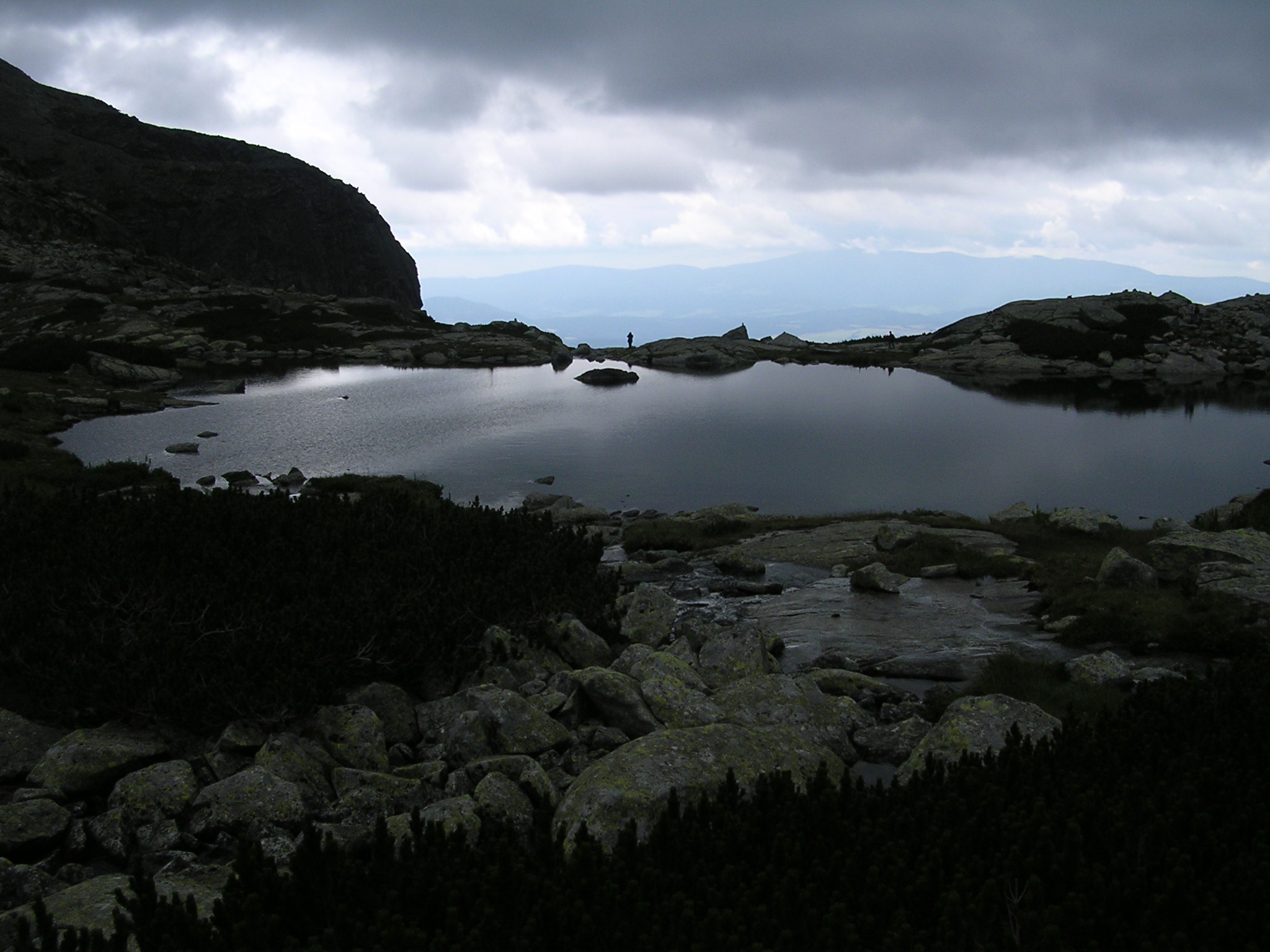
Staw nad Skokiem

Якоб Бухгольц провів перші лімнологічні дослідження в Татрах у 1751 році , який цілодобово вимірював рівень води в Нижньо-Чімносмречинському ставу (Niżni Ciemnosmreczyński Staw). Вимірювання показало відсутність припливів і відливів, що перевернуло поширену на той час думку про зв'язок Татрських озер із морем. У 1806 році Станіслав Сташиць виміряв глибину Czarny Staw pod Rysami, його результат (190 м), проте суттєво відрізнявся від сучасних вимірювань.
Людвік Зейшнер у 1849 році вже дав надійну глибину Морського Ока (49 м). У 1875 році Деже Денеш виміряв глибину та поверхню Штрбського плеса та Попрадського ставка. Трохи пізніше Євгеніуш Клеменс Дзевульський дослідив вісім ставків на польському (тоді галицькому) боці Татр. Результати його досліджень включали висоту ґрунтової води, її температуру і колір, плани берегів і форму дна. Перші вимірювання температури води на різних глибинах були зроблені в 1876 році Леопольдом Свежем (продовжено в наступні роки), а між 1890 і 1893 роками Людвік Біркенмаєр проводив систематичні дослідження терміки ставків у Татрах у різні пори року (близько 1600 вимірювань). В кінці 19 століття люди почали цікавитися флорою і фауною озер. Керівником зоологічних досліджень того часу був Антоній Вержейський, який відкрив ряд нових видів веслоногих молюсків у ставках Татри, а в 1882 році знайшов болотяну гомілку в Dwoisty_Staw_Gąsienicowy . У тому ж році було зроблено перший аналіз хімічного складу вод (Кароль Ольшевський). У 1909 році Людомир Савицький і Станіслав Мінкевич детально обстежили (розміри, термічні профілі, прозорість і колір води) 15 озер по обидва боки Татр, а також зібрали зразки для біологічних досліджень. Видатним татранським лімнологом цього періоду був також Альфред Літинський . Його дослідження були зосереджені на тваринний світ, водні терміки, час зледеніння та структура льодового покриву .

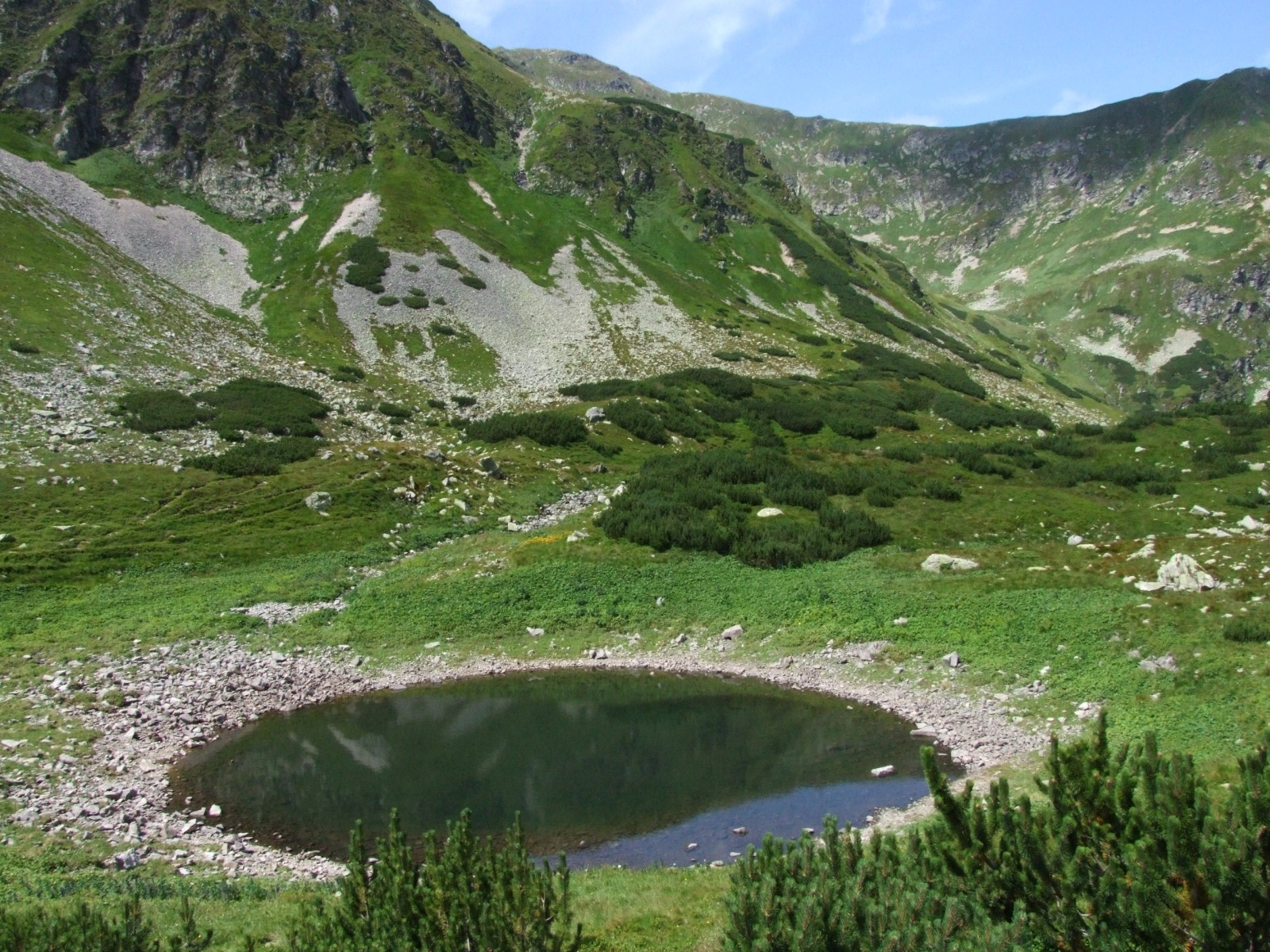
Одне із Raczkowe Stawy

У міжвоєнні роки багато дослідників зайнялися вимірюванням і картографуванням ставів. Найактивнішим був Юзеф Шафлярський — він опублікував багато наукових праць, пов'язаних із ставами Татр, і його вимірювання охопили велику кількість озер також на південній стороні хребта. Єжи Млодзейовський був першим, хто зацікавився озерами Західних Татр (Jamnicki Staw, Bystry Staw та Siwy Staw). Весна 1934 року усі названі постійні водойми польських Татр (загалом сорок) були ретельно досліджені Військово-географічним інститутом  — результати цих вимірювань є офіційними і найчастіше повідомляються донині. У словацькій частині Татр більшість водосховищ було виміряно співробітниками TANAP, SAV і STU в 1961—1964 роках (картографування) і пізніше (доповнення батиметрії, гідрологічне дослідження та визначення висоти над рівнем моря ґрунтових вод) .
З 60-х років У 20 столітті Татранські озера вивчають вчені відділу біології води Польської академії наук . У 90-ті роки. У 20 столітті дослідження проводилися також за участю аквалангістів . Наприкінці 20 століття фауна Татрських озер була предметом дослідження кафедри гідробіології Варшавського університету. Порівняння умов у безрибних озерах з довгостроковими популяціями риб і нещодавно зарибленими озерами дозволило перевірити кілька екологічних гіпотез щодо впливу тиску хижаків на популяцію зоопланктону, напр. принципи конкурентного переміщення, добової вертикальної міграції, пігментації та інше.

## Татри в мистецтві та літературі

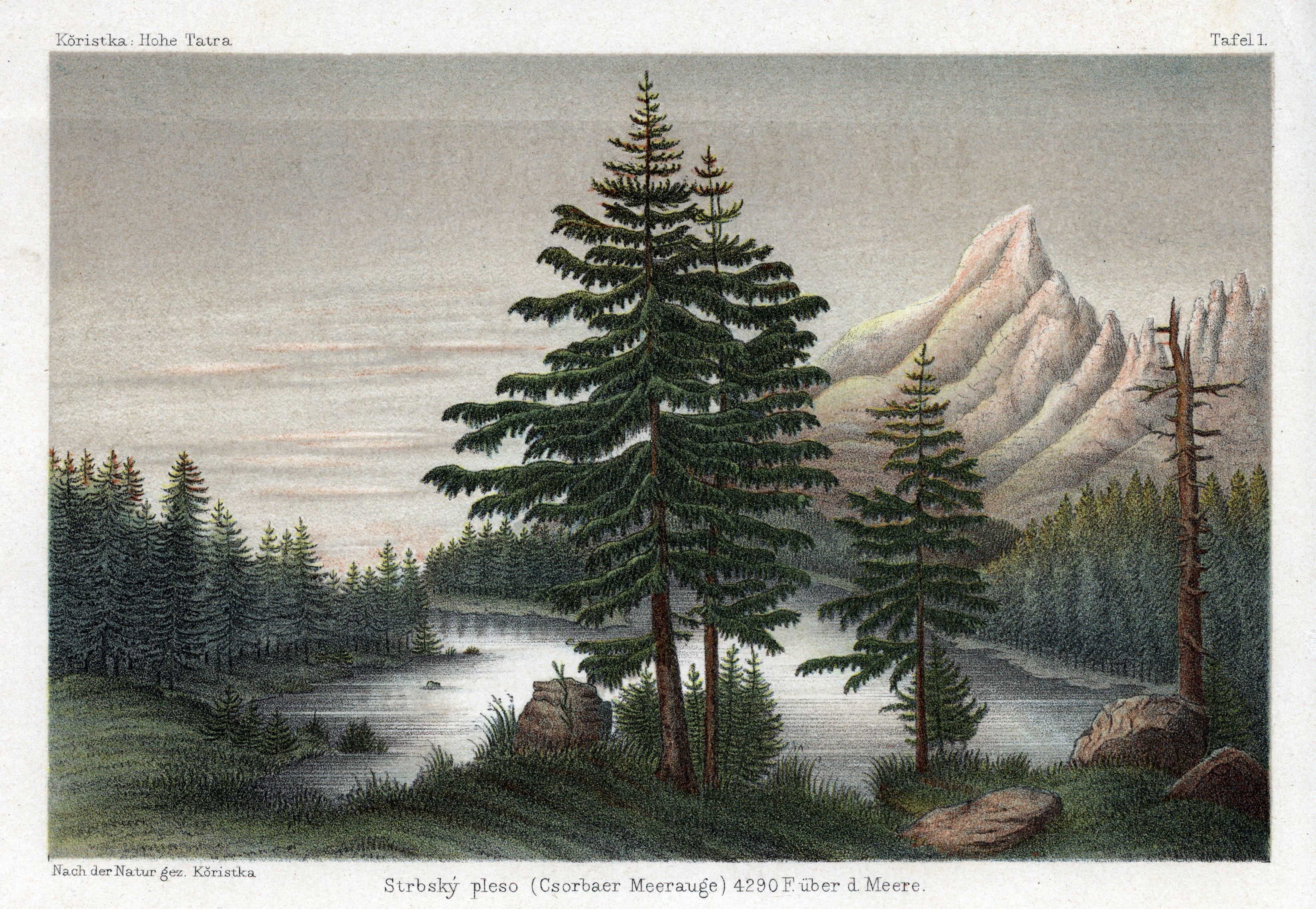
Штрбське плесо, картина 1865 року

Коли туризм у Татрах став популярним серед інтелектуальної еліти, татранські озера стали джерелом натхнення для художників, поетів і письменників. Вже в 1825 році Якоб Мюллер намалював Штрбське плесо (Szczyrbskie Jezioro). Серед поляків першими були Ян Непомуцен Гловацький і Адам Горчинський, які у 1837 році увічнили Морське Око. За ними пішли інші: Мацей Богуш Стенчинський, Ірена Заборовська, Юлія Стабровська, Леон Вичулковський, Станіслав Віткевич, Станіслав Галєк, Зенон Покривчинський та інші, які написали цілу серію картин Татрських озер. Їх часто малювали художники з інших країн. Також було зроблено незліченні фотографії та альбоми Татрських озер .
Серед місцевого населення про Татранські озера ходили численні легенди. Особливо популярним був міф про зв'язок Морського Ока з морем (звідси і його назва). Ці легенди описав Казімеж Тетмаєр у своєму «Казковому світі Татр». Багато поетів присвятили багато творів Татранським озерам. Першим був вірш Юзефа Пшерва-Тетмаєра 1829 року, потім його приклад наслідували Адам Асник, Францішек Новіцький, Казімеж Тетмаєр, Єжи Ліберт, Леопольд Левін та багато інших  . Smreczyński Staw описав Стефан Жеромський у другому томі «Попіолова» та Северин Гощинський у своїй «Оді».

## Загрози
Татранським озерам, як і всім Татрам, загрожує наслідок масового туризму. Татранські туристичні притулки, розташовані на їхніх берегах, неодноразово скидали до них стічні води. Стічні води, що скидалися з готельної пральні в Попрадський став, спричинили зміну кольору його води, а на його дні було виявлено конус міських відходів готелю заввишки 6 м. Зараз у притулках, як правило, вже є очисні споруди, але туристи все ще становлять загрозу, викидаючи в озера велику кількість сміття та монет. Метали, які вони містять, забруднюють чисту воду цих озер. Щорічно водолази витягують з дна озер величезну кількість сміття: каструлі, консервні банки, поламані стільці та столи, лижі, сани, навіть дитячі візки  .
Зариблення деяких Татранських озер невідомими особами було непродуманою дією з шкідливими наслідками для природної фауни цих ставків. У холодних оліготрофних озерах Татр фауна дрібних тварин, які можуть бути кормом для риб, дуже бідна. У деяких ставках форель вимерла, в інших вегетує невелика популяція, поїдаючи дрібних безхребетних. Найбільшої шкоди завдало зариблення Dwoisty Staw Gąsienicowy. Тут мешкала післяльодовикова реліктова ракоподібна болотяна гомілка, і це було єдине місцезнаходження цього виду в Польщі. Швидше за все, саме зариблення стало причиною його вимирання; в невеликому ставку форель повністю знищила, а взимку вимерла — люди, які зарибнювали, не врахували, що взимку цей ставок втрачає воду. Товстий лід, що утворюється на його поверхні, закриває водопостачання, і вода під льодом тече підземними потоками  .